# Serie A1 2022-2023 (hockey su pista)
La Serie A1 2022-2023 è stata la 100ª edizione (la 74ª a girone unico) del torneo di primo livello del campionato italiano di hockey su pista. La competizione ha avuto inizio il 17 settembre 2022 e si è conclusa il 7 giugno 2023.
Lo scudetto è stato conquistato dal Trissino per la terza volta nella sua storia, la seconda consecutiva.

## Stagione

### Novità
La stagione 2022-2023 della serie A1 vede ai nastri di partenza quattordici club. Al torneo partecipano: Amatori Lodi, Bassano, Follonica, Forte dei Marmi, Grosseto, HRC Monza, Montebello, Sandrigo, Sarzana, Trissino, Valdagno e Vercelli. Al posto delle retrocesse Correggio e Matera partecipano le due neoprommosse CGC Viareggio e Montecchio P. .

### Formula
Come ormai consuetudine, la manifestazione è organizzata in due fasi. La prima fase vede la disputa di un girone all'italiana, con gare di andata e ritorno per un totale di 26 giornate: sono assegnati 3 punti per l'incontro vinto e un punto a testa per l'incontro pareggiato, mentre non ne è attribuito alcuno per la sconfitta. Al termine della prima fase le prime dieci squadre classificate si qualificano per i play-off scudetto mentre le squadre classificate dall'11º e al 14º posto parteciperanno ai play-out per stabilire le squadre retrocesse in Serie A2 nella stagione successiva.

### Avvenimenti

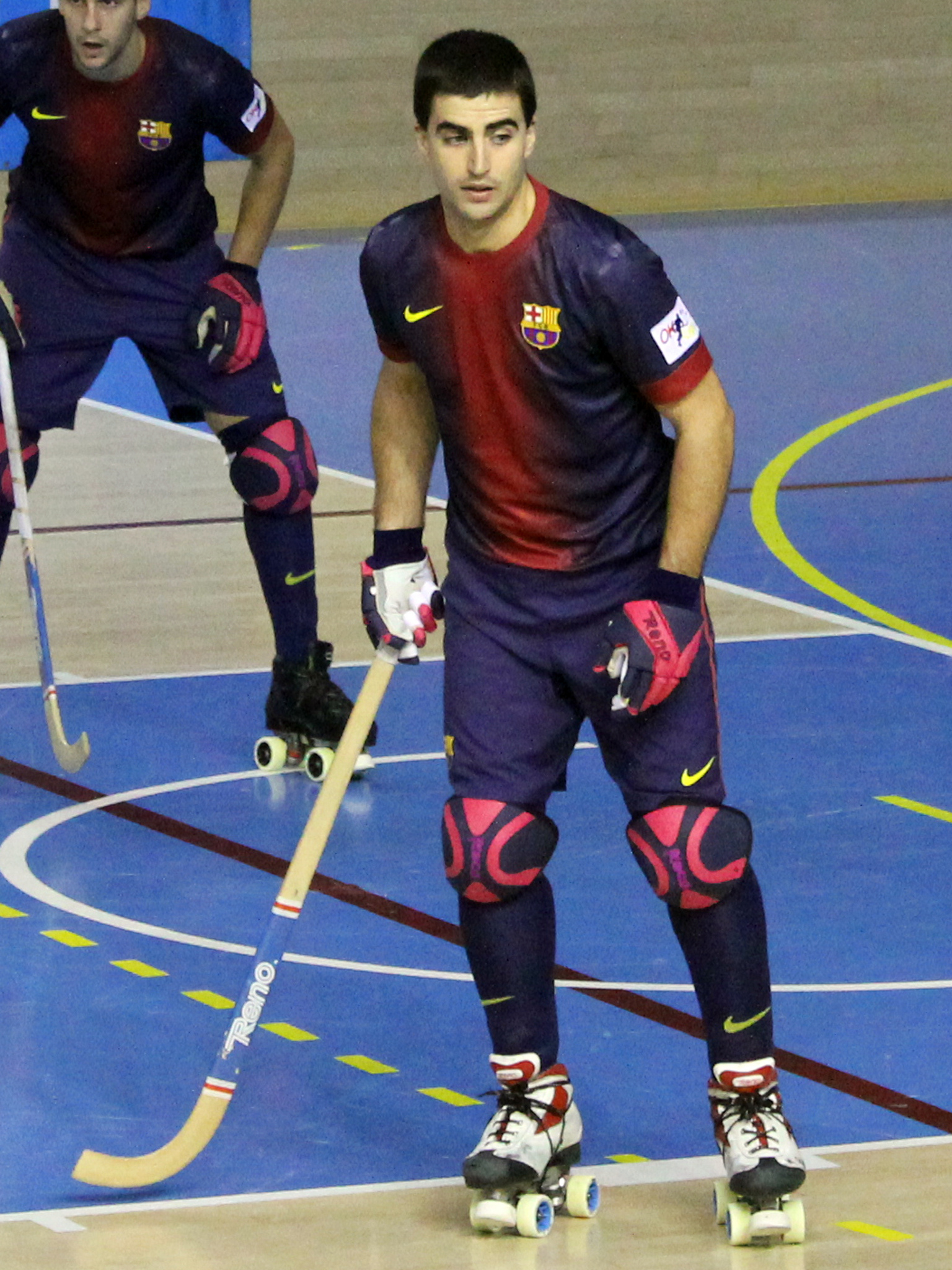
Marc Gual, giocatore del Forte dei Marmi qui ritratto quando era in forza al Barcellona

La stagione regolare del torneo si è svolta dal 17 settembre 2022 al 16 aprile 2023. La prima fase del torneo fu dominata ancora Trissino campione in carica, guidato da Alessandro Bertolucci, che inanellò sei vittorie consecutive prendendo subito la testa della classifica. Alle spalle dei vicentini si alternarono nel ruolo di antagonista l'Amatori Lodi di Pierluigi Bresciani e il rinnovato Forte dei Marmi affidato allo spagnolo Roger Molina. Al termine della stagione regolare il Trissino risultò primo in classifica ottendendo 21 vittorie; al secondo posto si classificarono i giallorossi del Lodi che ebbero la meglio sul Forte dei Marmi. Completarono la griglia dei play-off il Grosseto, il Sarzana, il Follonica. Ebbero accesso al primo turno invece il Vercelli, il Bassano, il Valdagno e l'HRC Monza.

Il primo turno dei play-off vide le sfide Bassano-Valdagno con la vittoria di quest'ultimi e qualificati al tabellone principale come il Vercelli che eliminò il Monza. I quarti di finale rispettarono i pronostici della vigilia. Il Trissino eliminò Valdagno in tre gare, il Forte dei Marmi ebbe la meglio sul Follonica sempre in gara-3 della serie, Grosseto eliminò il Sarzana in due gare mentre i giallorossi di Lodi superarono in due gare il Vercelli. Le semifinali videro il Trissino eliminare il sorprendente Grosseto di Michele Achilli alla quarta gara della serie e l'Amatori Lodi uscì sconfitto dal Forte dei Marmi sempre in gara-4.

La finale scudetto fu quindi Trissino-Forte dei Marmi e fu dominata dai veneti. La prima partita venne disputata al PalaForte e vide il Trissino perdere il match per 5 a 4; la seconda gara, disputata a Trissino, vide i padroni di casa pareggiare la serie vincendo di gara-2 per 6 a 4; la terza gara, sempre a Trissino, venne vinta dalla squadra di casa per 3 a 0; la serie venne chiusa a Forte dei Marmi con la vittoria per 4 a 3 da parte del Trissino che si  laureò campione d'Italia per la terza volta, la seconda consecutiva, nella propria storia.

A retrocedere in serie A2, dopo i play-out, furono il CGC Viareggio e il Montecchio Precalcino.

## Squadre partecipanti
| Club            | Stagione | Città                      | Impianto                       | Stagione precedente                                                  |
| --------------- | -------- | -------------------------- | ------------------------------ | -------------------------------------------------------------------- |
| Amatori Lodi    | dettagli | Lodi                       | PalaCastellotti                | 2º in Serie A1, finalista play-off scudetto                          |
| Bassano         | dettagli | Bassano del Grappa (VI)    | PalaUbroker                    | 5º in Serie A1, quarti di finale play-off scudetto                   |
| CGC Viareggio   | dettagli | Viareggio (LU)             | PalaBarsacchi                  | 6º in Serie A2 girone B, vincitore dei play-off promozione, promosso |
| Follonica       | dettagli | Follonica (GR)             | Pista Armeni                   | 3º in Serie A1, semifinali play-off scudetto                         |
| Forte dei Marmi | dettagli | Forte dei Marmi (LU)       | PalaForte                      | 4º in Serie A1, semifinali play-off scudetto                         |
| Grosseto        | dettagli | Grosseto                   | Pista Mario Parri              | 7º in Serie A1, quarti di finale play-off scudetto                   |
| HRC Monza       | dettagli | Monza                      | PalaRovagnati di Biassono (MB) | 12º in Serie A1                                                      |
| Montebello      | dettagli | Montebello Vicentino (VI)  | Palazzetto dello sport         | 9º in Serie A1, primo turno play-off scudetto                        |
| Montecchio P.   | dettagli | Montecchio Precalcino (VI) | PalaVaccari                    | 2º in Serie A2 girone A, finale dei play-off promozione, promosso    |
| Sandrigo        | dettagli | Sandrigo (VI)              | Palasport di Sandrigo          | 11º in Serie A1                                                      |
| Sarzana         | dettagli | Sarzana (SP)               | Pista Vecchio Mercato          | 10º in Serie A1, primo turno play-off scudetto                       |
| Trissino        | dettagli | Trissino (VI)              | PalaDante                      | 1º in Serie A1, vincitore play-off scudetto, campione d'Italia       |
| Valdagno        | dettagli | Valdagno (VI)              | PalaLido                       | 6º in Serie A1, quarti di finale play-off scudetto                   |
| Vercelli        | dettagli | Vercelli                   | PalaPregnolato                 | 8º in Serie A1, quarti di finale play-off scudetto                   |

### Allenatori e primatisti
| Squadra         | Allenatore                                            | Cannoniere (Miglior marcatore nella stagione regolare) |
| --------------- | ----------------------------------------------------- | ------------------------------------------------------ |
| Amatori Lodi    | Pierluigi Bresciani                                   | Andrea Fantozzi (20 reti)                              |
| Bassano         | Miguel Viterbo                                        | Samuele Muglia (19 reti)                               |
| CGC Viareggio   | Massimo Mariotti (1ª-18ª) Raffaele Biancucci (19ª-26) | Juan José Moyano (20 reti)                             |
| Follonica       | Sérgio Silva                                          | Davide Banini (30 reti)                                |
| Forte dei Marmi | Roger Molina (1ª-23ª) Mirco De Gerone (24ª-26ª)       | Enric Torner (24 reti)                                 |
| Grosseto        | Michele Achilli                                       | Pablo Saavedra (28 reti)                               |
| HRC Monza       | Tommaso Colamaria                                     | Julián Tamborindegui (32 reti)                         |
| Montebello      | Luca Chiarello (1ª-12ª) Mauro Zini (13ª-26ª)          | Aleix Borregán (20 reti)                               |
| Montecchio P.   | Ivano Zanfi                                           | Marcos Vega (26 reti)                                  |
| Sandrigo        | Franco Vanzo                                          | Max Thiel (23 reti)                                    |
| Sarzana         | Paolo De Rinaldis                                     | Jerónimo García (23 reti)                              |
| Trissino        | Alessandro Bertolucci                                 | Giulio Cocco (45 reti)                                 |
| Valdagno        | Diego Mir (1ª-12ª) Luca Chiarello (13ª-26)            | Emanuel García (21 reti)                               |
| Vercelli        | Sergi Punset (1ª-7ª) Roberto Crudeli (8ª-26)          | Massimo Tataranni (24 reti)                            |

## Stagione regolare

### Classifica
|  | Pos. | Squadra         | Pt | G  | V  | N | P  | GF  | GS  | DR   |
|  | ---- | --------------- | -- | -- | -- | - | -- | --- | --- | ---- |
|  | 1.   | Trissino        | 65 | 26 | 21 | 2 | 3  | 172 | 72  | +100 |
|  | 2.   | Amatori Lodi    | 51 | 26 | 15 | 6 | 5  | 85  | 63  | +22  |
|  | 3.   | Forte dei Marmi | 48 | 26 | 16 | 0 | 10 | 100 | 72  | +28  |
|  | 4.   | Grosseto        | 46 | 26 | 13 | 7 | 6  | 110 | 89  | +21  |
|  | 5.   | Sarzana         | 46 | 26 | 14 | 4 | 8  | 92  | 91  | +1   |
|  | 6.   | Follonica       | 45 | 26 | 13 | 6 | 7  | 88  | 72  | +16  |
|  | 7.   | Vercelli        | 41 | 26 | 12 | 5 | 9  | 93  | 94  | -1   |
|  | 8.   | Bassano         | 41 | 26 | 12 | 5 | 9  | 82  | 74  | +8   |
|  | 9.   | Valdagno        | 32 | 26 | 9  | 5 | 12 | 79  | 80  | -1   |
|  | 10.  | HRC Monza       | 28 | 26 | 8  | 4 | 14 | 75  | 93  | -18  |
|  | 11.  | Sandrigo        | 23 | 26 | 5  | 8 | 13 | 75  | 99  | -24  |
|  | 12.  | CGC Viareggio   | 19 | 26 | 4  | 7 | 15 | 61  | 100 | -39  |
|  | 13.  | Montebello      | 17 | 26 | 5  | 2 | 19 | 64  | 114 | -50  |
|  | 14.  | Montecchio P.   | 12 | 26 | 3  | 3 | 20 | 61  | 124 | -63  |

Legenda:
  Squadra ammessa ai quarti di finale dei play-off scudetto.
  Squadra ammessa al primo turno dei play-off scudetto.
  Squadra ammessa ai play-out.
  Squadra vincitrice della Coppa Italia 2022-2023.
  Squadra vincitrice della Supercoppa italiana 2022.
      Squadra campione d'Italia e ammessa alla WSE Champions League 2023-2024.
      Squadre ammesse alla WSE Champions League 2023-2024.
      Squadre ammesse alla Coppa WSE 2023-2024.
Note:
Tre punti a vittoria, uno a pareggio, zero a sconfitta.
In caso di arrivo di due o più squadre a pari punti, la graduatoria finale è stilata secondo la classifica avulsa tra le squadre interessate che prevede, in ordine, i seguenti criteri:
- punti negli scontri diretti;
- differenza reti negli scontri diretti;
- differenza reti generale;
- reti realizzate in generale;
- sorteggio.

Il Grosseto prevale sul Sarzana in virtù del maggior numero di punti conseguiti negli scontri diretti.
Il Vercelli prevale sul Bassano in virtù del maggior numero di punti conseguiti negli scontri diretti.

### Risultati
| Andata (1ª) | Andata (1ª) | Prima giornata             | Ritorno (14ª) | Ritorno (14ª) |
|             |             |                            |               |               |
| 17 set.     | 3-2         | Forte dei Marmi-HRC Monza  | 8-2           | 8 gen.        |
| 17 set.     | 5-7         | Grosseto-Vercelli          | 2-2           | 7 gen.        |
| 17 set.     | 4-2         | Amatori Lodi-CGC Viareggio | 3-1           | 7 gen.        |
| 17 set.     | 2-5         | Valdagno-Sarzana           | 2-3           | 7 gen.        |
| 18 set.     | 5-2         | Bassano-Sandrigo           | 2-2           | 7 gen.        |
| 21 set.     | 4-2         | Follonica-Montebello       | 2-1           | 7 gen.        |
| 21 set.     | 13-3        | Trissino-Montecchio P.     | 10-3          | 7 gen.        |

| Andata (2ª) | Andata (2ª) | Seconda giornata           | Ritorno (15ª) | Ritorno (15ª) |
|             |             |                            |               |               |
| 24 set.     | 1-1         | CGC Viareggio-Bassano      | 1-7           | 15 gen.       |
| 24 set.     | 2-3         | HRC Monza-Trissino         | 1-6           | 15 gen.       |
| 24 set.     | 1-7         | Sandrigo-Grosseto          | 4-4           | 14 gen.       |
| 24 set.     | 2-1         | Sarzana-Amatori Lodi       | 3-3           | 14 gen.       |
| 24 set.     | 3-3         | Vercelli-Follonica         | 1-4           | 14 gen.       |
| 30 nov.     | 3-3         | Montecchio P.-Valdagno     | 1-2           | 14 gen.       |
| 30 nov.     | 2-6         | Montebello-Forte dei Marmi | 2-10          | 14 gen.       |

| Andata (3ª) | Andata (3ª) | Terza giornata             | Ritorno (16ª) | Ritorno (16ª) |
|             |             |                            |               |               |
| 28 set.     | 2-1         | Bassano-Sarzana            | 4-5           | 21 gen.       |
| 28 set.     | 3-5         | Valdagno-HRC Monza         | 2-4           | 21 gen.       |
| 28 set.     | 5-3         | Trissino-Forte dei Marmi   | 5-7           | 21 gen.       |
| 1º ott.     | 4-3         | Follonica-Sandrigo         | 3-3           | 21 gen.       |
| 1º ott.     | 4-3         | Grosseto-CGC Viareggio     | 5-5           | 21 gen.       |
| 1º ott.     | 1-6         | Vercelli-Montebello        | 5-4           | 21 gen.       |
| 1º ott.     | 7-0         | Amatori Lodi-Montecchio P. | 4-4           | 21 gen.       |

| Andata (4ª) | Andata (4ª) | Quarta giornata          | Ritorno (17ª) | Ritorno (17ª) |
|             |             |                          |               |               |
| 5 ott.      | 4-5         | Montecchio P.-Bassano    | 1-3           | 1º feb.       |
| 5 ott.      | 1-2         | CGC Viareggio-Follonica  | 1-2           | 1º feb.       |
| 5 ott.      | 2-0         | Forte dei Marmi-Valdagno | 3-1           | 1º feb.       |
| 5 ott.      | 3-5         | Sandrigo-Vercelli        | 4-5           | 28 gen.       |
| 5 ott.      | 2-10        | Montebello-Trissino      | 0-7           | 29 gen.       |
| 5 ott.      | 1-4         | HRC Monza-Amatori Lodi   | 0-3           | 29 gen.       |
| 5 ott.      | 3-3         | Sarzana-Grosseto         | 3-7           | 1º feb.       |

| Andata (5ª) | Andata (5ª) | Quinta giornata              | Ritorno (18ª) | Ritorno (18ª) |
|             |             |                              |               |               |
| 8 ott.      | 4-4         | Sandrigo-Montebello          | 5-1           | 4 feb.        |
| 8 ott.      | 7-1         | Follonica-Sarzana            | 3-5           | 4 feb.        |
| 8 ott.      | 6-4         | Grosseto-Montecchio P.       | 5-3           | 4 feb.        |
| 8 ott.      | 4-4         | Vercelli-CGC Viareggio       | 6-3           | 4 feb.        |
| 8 ott.      | 0-4         | Amatori Lodi-Forte dei Marmi | 5-2           | 4 feb.        |
| 8 ott.      | 4-7         | Valdagno-Trissino            | 1-1           | 5 feb.        |
| 9 ott.      | 4-2         | Bassano-HRC Monza            | 2-2           | 4 feb.        |

| Andata (6ª) | Andata (6ª) | Sesta giornata          | Ritorno (19ª) | Ritorno (19ª) |
|             |             |                         |               |               |
| 15 ott.     | 0-3         | Montecchio P.-Follonica | 1-6           | 15 feb.       |
| 15 ott.     | 2-2         | CGC Viareggio-Sandrigo  | 2-2           | 11 feb.       |
| 15 ott.     | 3-5         | Forte dei Marmi-Bassano | 2-3           | 15 feb.       |
| 15 ott.     | 3-4         | Montebello-Valdagno     | 2-6           | 15 feb.       |
| 15 ott.     | 2-6         | HRC Monza-Grosseto      | 2-5           | 15 feb.       |
| 15 ott.     | 5-4         | Sarzana-Vercelli        | 2-1           | 12 feb.       |
| 16 ott.     | 6-2         | Trissino-Amatori Lodi   | 8-0           | 12 feb.       |

| Andata (7ª) | Andata (7ª) | Settima giornata         | Ritorno (20ª) | Ritorno (20ª) |
|             |             |                          |               |               |
| 23 nov.     | 4-2         | CGC Viareggio-Montebello | 2-2           | 18 feb.       |
| 23 nov.     | 4-3         | Sandrigo-Sarzana         | 5-5           | 18 feb.       |
| 23 nov.     | 4-4         | Follonica-HRC Monza      | 1-3           | 18 feb.       |
| 23 nov.     | 2-1         | Grosseto-Forte dei Marmi | 3-4           | 18 feb.       |
| 23 nov.     | 5-4         | Bassano-Trissino         | 4-6           | 19 feb.       |
| 23 nov.     | 6-2         | Vercelli-Montecchio P.   | 4-0           | 18 feb.       |
| 23 nov.     | 3-3         | Amatori Lodi-Valdagno    | 1-1           | 18 feb.       |

| Andata (8ª) | Andata (8ª) | Ottava giornata           | Ritorno (21ª) | Ritorno (21ª) |
|             |             |                           |               |               |
| 26 nov.     | 1-1         | Montecchio P.-Sandrigo    | 5-3           | 25 feb.       |
| 26 nov.     | 2-4         | HRC Monza-Vercelli        | 5-5           | 25 feb.       |
| 26 nov.     | 2-5         | Montebello-Amatori Lodi   | 1-3           | 26 feb.       |
| 26 nov.     | 7-2         | Sarzana-CGC Viareggio     | 2-1           | 26 feb.       |
| 26 nov.     | 4-0         | Valdagno-Bassano          | 2-0           | 26 feb.       |
| 26 nov.     | 4-2         | Forte dei Marmi-Follonica | 1-4           | 26 feb.       |
| 27 nov.     | 7-4         | Trissino-Grosseto         | 4-4           | 26 feb.       |

| Andata (9ª) | Andata (9ª) | Nona giornata               | Ritorno (22ª) | Ritorno (22ª) |
|             |             |                             |               |               |
| 3 dic.      | 4-3         | CGC Viareggio-Montecchio P. | 3-1           | 4 mar.        |
| 3 dic.      | 1-4         | Sandrigo-HRC Monza          | 4-5           | 4 mar.        |
| 3 dic.      | 1-3         | Follonica-Trissino          | 3-2           | 5 mar.        |
| 3 dic.      | 6-2         | Grosseto-Valdagno           | 4-8           | 4 mar.        |
| 3 dic.      | 6-1         | Sarzana-Montebello          | 2-5           | 4 mar.        |
| 3 dic.      | 0-1         | Vercelli-Forte dei Marmi    | 8-5           | 4 mar.        |
| 4 dic.      | 3-5         | Bassano-Amatori Lodi        | 1-1           | 4 mar.        |

| Andata (10ª) | Andata (10ª) | Decima giornata          | Ritorno (23ª) | Ritorno (23ª) |
|              |              |                          |               |               |
| 7 dic.       | 3-5          | Montecchio P.-Sarzana    | 2-6           | 11 mar.       |
| 7 dic.       | 2-4          | Forte dei Marmi-Sandrigo | 3-2           | 11 mar.       |
| 7 dic.       | 0-2          | Montebello-Bassano       | 4-5           | 12 mar.       |
| 7 dic.       | 5-1          | HRC Monza-CGC Viareggio  | 1-4           | 11 mar.       |
| 7 dic.       | 4-2          | Amatori Lodi-Grosseto    | 5-4           | 11 mar.       |
| 7 dic.       | 7-2          | Valdagno-Follonica       | 3-7           | 11 mar.       |
| 7 dic.       | 8-3          | Trissino-Vercelli        | 7-3           | 11 mar.       |

| Andata (11ª) | Andata (11ª) | Undicesima giornata           | Ritorno (24ª) | Ritorno (24ª) |
|              |              |                               |               |               |
| 10 dic.      | 4-2          | Montecchio P.-Montebello      | 2-4           | 18 mar.       |
| 10 dic.      | 1-4          | CGC Viareggio-Forte dei Marmi | 1-5           | 18 mar.       |
| 10 dic.      | 4-7          | Sandrigo-Trissino             | 3-8           | 19 mar.       |
| 10 dic.      | 5-5          | Follonica-Amatori Lodi        | 1-3           | 18 mar.       |
| 10 dic.      | 5-4          | Grosseto-Bassano              | 2-1           | 19 mar.       |
| 10 dic.      | 3-3          | Sarzana-HRC Monza             | 3-2           | 18 mar.       |
| 10 dic.      | 3-1          | Vercelli-Valdagno             | 2-6           | 18 mar.       |

| Andata (12ª) | Andata (12ª) | Dodicesima giornata     | Ritorno (25ª) | Ritorno (25ª) |
|              |              |                         |               |               |
| 13 dic.      | 5-2          | Amatori Lodi-Vercelli   | 1-2           | 1º apr.       |
| 13 dic.      | 4-6          | Forte dei Marmi-Sarzana | 3-1           | 1º apr.       |
| 14 dic.      | 2-4          | Bassano-Follonica       | 6-4           | 1º apr.       |
| 14 dic.      | 2-3          | Valdagno-Sandrigo       | 2-3           | 1º apr.       |
| 14 dic.      | 3-1          | Grosseto-Montebello     | 5-2           | 1º apr.       |
| 17 dic.      | 5-4          | HRC Monza-Montecchio P. | 4-1           | 1º apr.       |
| 18 dic.      | 9-3          | Trissino-CGC Viareggio  | 9-2           | 1º apr.       |

| \| Andata (13ª) \| Andata (13ª) \| Tredicesima giornata \| Ritorno (26ª) \| Ritorno (26ª) \| \| \| \| \| \| \| \| 21 dic. \| 3-2 \| Montecchio P.-Forte dei Marmi \| 3-8 \| 15 apr. \| \| 21 dic. \| 4-5 \| CGC Viareggio-Valdagno \| 3-3 \| 15 apr. \| \| 21 dic. \| 1-3 \| Sandrigo-Amatori Lodi \| 2-5 \| 15 apr. \| \| 21 dic. \| 2-2 \| Follonica-Grosseto \| 5-5 \| 15 apr. \| \| 21 dic. \| 5-4 \| Montebello-HRC Monza \| 4-3 \| 15 apr. \| \| 21 dic. \| 2-8 \| Sarzana-Trissino \| 3-9 \| 15 apr. \| \| 21 dic. \| 4-4 \| Vercelli-Bassano \| 3-2 \| 16 apr. \| |              |                               |               |               |
| Andata (13ª) | Andata (13ª) | Tredicesima giornata          | Ritorno (26ª) | Ritorno (26ª) |
| |              |                               |               |               |
| 21 dic. | 3-2          | Montecchio P.-Forte dei Marmi | 3-8           | 15 apr.       |
| 21 dic. | 4-5          | CGC Viareggio-Valdagno        | 3-3           | 15 apr.       |
| 21 dic. | 1-3          | Sandrigo-Amatori Lodi         | 2-5           | 15 apr.       |
| 21 dic. | 2-2          | Follonica-Grosseto            | 5-5           | 15 apr.       |
| 21 dic. | 5-4          | Montebello-HRC Monza          | 4-3           | 15 apr.       |
| 21 dic. | 2-8          | Sarzana-Trissino              | 3-9           | 15 apr.       |
| 21 dic. | 4-4          | Vercelli-Bassano              | 3-2           | 16 apr.       |

## Play-out

### Classifica finale
|  | Pos. | Squadra       | Pt | G | V | N | P | GF | GS | DR |
|  | ---- | ------------- | -- | - | - | - | - | -- | -- | -- |
|  | 1.   | Sandrigo      | 22 | 6 | 2 | 4 | 0 | 21 | 15 | +6 |
|  | 2.   | Montebello    | 20 | 6 | 3 | 2 | 1 | 18 | 16 | +2 |
|  | 3.   | CGC Viareggio | 18 | 6 | 2 | 2 | 2 | 21 | 21 | 0  |
|  | 4.   | Montecchio P. | 9  | 6 | 1 | 0 | 5 | 20 | 28 | -8 |

Legenda:
      Retrocesso in Serie A2 2023-2024.
Note:

Punti portati dalla prima fase:
Sandrigo: 12 punti
CGC Viareggio: 10 punti
Montebello: 9 punti
Montecchio P.: 6 punti
Note:
Tre punti a vittoria, uno a pareggio, zero a sconfitta. La classifica tiene conto della metà dei punti conseguiti durante la stagione regolare, eventualmente arrotondati all'intero superiore.
In caso di arrivo di due o più squadre a pari punti, la graduatoria finale è stilata secondo la classifica avulsa tra le squadre interessate che prevede, in ordine, i seguenti criteri:
- punti negli scontri diretti;
- differenza reti negli scontri diretti;
- differenza reti generale;
- reti realizzate in generale;
- sorteggio.

### Risultati
| Andata (1ª) | Andata (1ª) | Prima giornata           | Ritorno (4ª) | Ritorno (4ª) |
|             |             |                          |              |              |
| 22 apr.     | 7-2         | Sandrigo-Montecchio P.   | 3-2          | 13 mag.      |
| 22 apr.     | 1-2         | CGC Viareggio-Montebello | 2-5          | 13 mag.      |

| Andata (2ª) | Andata (2ª) | Seconda giornata            | Ritorno (5ª) | Ritorno (5ª) |
|             |             |                             |              |              |
| 29 apr.     | 2-3         | Montecchio P.-CGC Viareggio | 5-8          | 20 mag.      |
| 29 apr.     | 2-2         | Montebello-Sandrigo         | 2-2          | 20 mag.      |

| \| Andata (3ª) \| Andata (3ª) \| Terza giornata \| Ritorno (6ª) \| Ritorno (6ª) \| \| \| \| \| \| \| \| 6 mag. \| 2-4 \| Montecchio P.-Montebello \| 7-3 \| 25 mag. \| \| 6 mag. \| 2-2 \| Sandrigo-CGC Viareggio \| 5-5 \| 27 mag. \| |             |                          |              |              |
| Andata (3ª) | Andata (3ª) | Terza giornata           | Ritorno (6ª) | Ritorno (6ª) |
| |             |                          |              |              |
| 6 mag. | 2-4         | Montecchio P.-Montebello | 7-3          | 25 mag.      |
| 6 mag. | 2-2         | Sandrigo-CGC Viareggio   | 5-5          | 27 mag.      |

## Play-off scudetto

### Tabellone
|  | Primo turno | Primo turno | Primo turno | Primo turno     | Primo turno |   |   | Quarti di finale | Quarti di finale | Quarti di finale | Quarti di finale | Quarti di finale |          |          | Semifinali   | Semifinali      | Semifinali | Semifinali | Semifinali | Semifinali | Semifinali |  |  | Finali | Finali   | Finali | Finali | Finali | Finali | Finali |
|  |             |             |             |                 |             |   |   |                  |                  |                  |                  |                  |          |          |              |                 |            |            |            |            |            |  |  |        |          |        |        |        |        |        |
|  |             |             |             |                 |             |   |   | 1                | Trissino         | 3                | 3                | 5                |          |          |              |                 |            |            |            |            |            |  |  |        |          |        |        |        |        |        |
|  | 8           | Bassano     | 1           | 1               | Tot: 2      |   |   | 9                | Valdagno         | 6                | 0                | 0                |          |          |              |                 |            |            |            |            |            |  |  |        |          |        |        |        |        |        |
|  | 8           | Bassano     | 1           | 1               | Tot: 2      |   | 1 | 9                | Valdagno         | 6                | 0                | 0                | Trissino | 3        | 10           | 6               | 4(2)       |            |            |            |            |  |  |        |          |        |        |        |        |        |
|  | 9           | Valdagno    | 4           | 1               | Tot: 5      |   | 1 |                  |                  |                  |                  |                  |          |          | 10           | 6               | 4(2)       |            |            |            |            |  |  |        |          |        |        |        |        |        |
|  | 9           | Valdagno    | 4           | 1               | Tot: 5      |   | 4 | Grosseto         | 1                | 3                | 8                | 4(1)             |          |          |              |                 |            |            |            |            |            |  |  |        |          |        |        |        |        |        |
|  |             |             |             |                 |             |   |   | Grosseto         | 1                | 3                | 8                | 4(1)             | 4        | Grosseto | 5            | 5               |            |            |            |            |            |  |  |        |          |        |        |        |        |        |
|  |             |             |             |                 |             |   |   |                  |                  |                  |                  |                  | 4        | Grosseto | 5            | 5               |            |            |            |            |            |  |  |        |          |        |        |        |        |        |
|  |             |             |             |                 |             |   |   | 5                | Sarzana          | 2                | 3                |                  |          |          |              |                 |            |            |            |            |            |  |  |        |          |        |        |        |        |        |
|  |             |             |             |                 |             |   |   |                  |                  |                  |                  |                  |          |          |              |                 |            |            |            |            |            |  |  | 1      | Trissino | 4      | 6      | 3      | 4      |        |
|  |             |             | 3           | Forte dei Marmi | 5           | 4 | 0 | 3                |                  |                  |                  |                  |          |          |              |                 |            |            |            |            |            |  |  |        |          |        |        |        |        |        |
|  |             |             |             |                 |             |   |   | 3                | Forte dei Marmi  | 1                | 4                | 5                |          |          |              |                 |            |            |            |            |            |  |  |        |          |        |        |        |        |        |
|  |             |             |             |                 |             |   |   | 6                | Follonica        | 2                | 3                | 3                |          |          |              |                 |            |            |            |            |            |  |  |        |          |        |        |        |        |        |
|  |             |             |             |                 |             |   |   |                  |                  |                  |                  |                  |          |          | 3            | Forte dei Marmi | 5          | 4          | 3          | 2          |            |  |  |        |          |        |        |        |        |        |
|  | 7           | Vercelli    | 4           | 4               | Tot: 8      |   |   |                  |                  |                  |                  |                  |          |          | 3            | Forte dei Marmi | 5          | 4          | 3          | 2          |            |  |  |        |          |        |        |        |        |        |
|  | 7           | Vercelli    | 4           | 4               | Tot: 8      |   | 2 | Amatori Lodi     | 1                | 1                | 4                | 0                |          |          |              |                 |            |            |            |            |            |  |  |        |          |        |        |        |        |        |
|  | 10          | HRC Monza   | 3           | 3               | Tot: 6      |   | 2 | Amatori Lodi     | 1                | 1                | 4                | 0                |          | 2        | Amatori Lodi | 3               | 3(2)       |            |            |            |            |  |  |        |          |        |        |        |        |        |
|  | 10          | HRC Monza   | 3           | 3               | Tot: 6      |   |   |                  |                  |                  |                  |                  |          | 2        | Amatori Lodi | 3               | 3(2)       |            |            |            |            |  |  |        |          |        |        |        |        |        |
|  |             |             |             |                 |             |   |   | 7                | Vercelli         | 1                | 3(1)             |                  |          |          |              |                 |            |            |            |            |            |  |  |        |          |        |        |        |        |        |

### Primo turno
(8) Bassano vs. (9) Valdagno
| Arbitri: | S. Brambilla (Agrate Brianza) M. Rondina (Vercelli) |

|                                                    |           |                   |
| G. Giuliani 28'18" 41'21" D. Motaran 32'53" 48'31" | Marcatori | 6'47" A. Scuccato |

| Arbitri: | M. Carmazzi (Viareggio) F. Ferrari (Viareggio) |

|                  |           |                    |
| S. Muglia 46'04" | Marcatori | 23'08" G. Giuliani |

(7) Vercelli vs. (10) HRC Monza
| Arbitri: | A. Eccelsi (Novara) L. Molli (Viareggio) |

|                                                    |           |                                                                             |
| J. Tamborindegui 32'22" 45'11" S. Chambella 38'44" | Marcatori | 6'37" M. Zucchetti 20'34" E. Zucchiatti 27'37" M. Tataranni 31'35" S. Canet |

| Arbitri: | C. Ferraro (Bassano del Grappa) L. Hyde (Breganze) |

|                                                                |           |                                                             |
| M. Zucchetti 7'40" M. Tataranni 36'02" 37'18" M. Oruste 48'01" | Marcatori | 5'00" S. Torné 21'39" J. Tamborindegui 36'49" M. Galimberti |

### Finale 9º posto
(8) Bassano vs. (10) HRC Monza
| Arbitri: | M. Giangregorio (Giovinazzo) A. Rago (Giovinazzo) |

|                                                             |           |                  |
| M. Galimberti 5'13" J. Tamborindegui 31'07" M. Ardit 46'35" | Marcatori | 11'56" M. Baggio |

| Arbitri: | G. Andrisani (Giovinazzo) V. Marinelli (Giovinazzo) |

|                                                                           |                      |                                                                                      |
| A. Scuccato 13'05" 35'52" 38'13" S. Muglia 37'56" 45'25" M. Baggio 47'04" | Marcatori            | 10'53" 46'27" J. Tamborindegui 16'33" M. Galimberti 30'15" S. Torné                  |
| M. Coy A. Scuccato S. Muglia A. Pozzato M. Baggio A. Pozzato M. Coy       | Tiri di rigore 2 – 3 | M. Galimberti S. Torné J. Tamborindegui M. Ardit S. Chambella M. Galimberti S. Torné |

### Quarti di finale
(1) Trissino vs. (9) Valdagno
| Arbitri: | A. Eccelsi (Novara) G. Fontana (Milano) |

|                                                                          |           |                                         |
| G. Giuliani 6'38" N. Ojeda 14'03" 28'39" 38'49" 48'52" D. Motaran 46'23" | Marcatori | 27'38" 41'38" G. Cocco 32'11" J. Méndez |

| Arbitri: | A. Davoli (Modena) F. Fronte (Novara) |

|                                       |           |  |
| G. Cocco 5'16" 6'00" J. Méndez 25'00" | Marcatori |  |

| Arbitri: | J. Silecchia (Giovinazzo) F. Stallone (Giovinazzo) |

|                                                                  |           |  |
| D. Gavioli 14'09" 41'59" G. Cocco 20'21" J. Méndez 39'30" 45'03" | Marcatori |  |

(4) Grosseto vs. (5) Sarzana
| Arbitri: | C. Ferraro (Bassano del Grappa) M. Rondina (Vercelli) |

|                                  |           |                                                                    |
| D. Borsi 16'34" B. Alonso 28'41" | Marcatori | 9'48" G. Nacevich 21'32" 23'45" A. Mount 25'54" 41'05" P. Saavedra |

| Arbitri: | M. Galoppi (Follonica) L. Hyde (Breganze) |

|                                                                  |           |                                           |
| G. De Oro 1'49" 33'48" A. Mount 29'53" 48'01" P. Saavedra 38'24" | Marcatori | 45'14" 49'33" A. Perroni 49'20" J. Bielsa |

(3) Forte dei Marmi vs. (6) Follonica
| Arbitri: | J. Silecchia (Giovinazzo) F. Stellone (Giovinazzo) |

|                                    |           |                  |
| M. Pagnini 44'46" F. Pagnini 56'19 | Marcatori | 45'28" E. Torner |

| Arbitri: | A. Eccelsi (Novara) L. Molli (Viareggio) |

|                                                                          |           |                                                      |
| E Cinquini 4'01" E. Torner 14'55" P. Gil Gómez 26'30" F. Ambrosio 31'40" | Marcatori | 12'57" P. Cancela 23'36" D. Banini 49'59" F. Pagnini |

| Arbitri: | A. Davoli (Modena) F. Fronte (Novara) |

|                                                                    |           |                                                     |
| F. Ambrosio 1'44" P. Gil Gómez 10'14" 12'41" 32'39" 35'20" M. Gual | Marcatori | 22'28" F. Banini 26'56" P. Cancela 30'29" D. Banini |

(2) Amatori Lodi vs. (7) Vercelli
| Arbitri: | M. Carmazzi (Viareggio) M. Galoppi (Follonica) |

|                     |           |                                                        |
| M. Tataranni 27'31" | Marcatori | 2'49" A. Faccin 42'16" P. Nájera 45'03" L. Giovannetti |

| Arbitri: | U. Barbarisi (Salerno) R. Giovine (Salerno) |

|                                                                |                      |                                                           |
| F. Fernandes 14'43" L. Giovannetti 35'44" M. Antonioni 38'46"  | Marcatori            | 37'35" 46'35" D. Neves 49'33" M. Tataranni                |
| A. Fantozzi L. Giovannetti A. Faccin F. Fernandes M. Antonioni | Tiri di rigore 2 – 1 | E. Zucchiatti D. Neves M. Zucchetti S. Canet M. Tataranni |

### Semifinali
(1) Trissino vs. (4) Grosseto
| Arbitri: | M. Carmazzi (Viareggio) F. Ferrari (Viareggio) |

|                 |           |                               |
| A. Mount 45'28" | Marcatori | 29'11" 45'10" 49'36" G. Cocco |

| Arbitri: | A. Davoli (Modena) F. Fronte (Novara) |

| |           |                                          |
| J. Méndez 14'14" 30'55" 49'04" J. Galbas 19'54" J. Pinto 25'46" 42'07" 42'49" A. Malagoli 28'18" 34'24" D. Gavioli 32'33" | Marcatori | 6'45" P. Saavedra 41'18" 45'52" A. Mount |

| Arbitri: | S. Brambilla (Agrate Brianza) M. Rondina (Vercelli) |

|                                                                             |           | |
| A. Malagoli 21'29" 29'21" 38'59" 39'34" F. Ipiñazar 30'28" J. Méndez 40'54" | Marcatori | 19'20" 26'52" G. De Oro 22'43" 42'12" 54'40" P. Saavedra 35'01" 52'15" G. Nacevich 39'19" S. Paghi |

| Arbitri: | A. Eccelsi (Novara) L. Molli (Viareggio) |

|                                                                      |                      |                                                          |
| A. Mount 5'15" S. Paghi 21'36" G. Nacevich 30'31" P. Saavedra 40'08" | Marcatori            | 4'27" 6'20" J. Pinto 24'54" A. Malagoli 39'30" J. Méndez |
| M. Rodriguez S. Paghi S. Cabella P. Saavedra A. Mount                | Tiri di rigore 1 – 2 | J. Méndez A. Malagoli J. Pinto D. Gavioli F. Ipiñazar    |

(2) Amatori Lodi vs. (3) Forte dei Marmi
| Arbitri: | M. Galoppi (Follonica) L. Hyde (Breganze) |

|                                                         |           |                    |
| F. Ambrosio 13'31" 44'15" F. Rossi 21'44" 22'54" 31'50" | Marcatori | 14'02" N. Barbieri |

| Arbitri: | A. Eccelsi (Novara) C. Ferraro (Bassano del Grappa) |

|                    |           |                                                                 |
| F. Fernandes 2'52" | Marcatori | 2'33" F. Ambrosio 19'40" E. Cinquini 19'52" 29'10" P. Gil Gómez |

| Arbitri: | A. Rago (Giovinazzo) J. Silecchia (Giovinazzo) |

|                                                                     |           |                                                   |
| F. Fernandes 28'04" L. Giovannetti 30'06" 46'43" A. Fantozzi 39'49" | Marcatori | 14'37" M. Gual 19'13" F. Rossi 4716" Enric Torner |

| Arbitri: | C. Ferraro (Bassano del Grappa) F. Fronte (Novara) |

|                                      |           |  |
| P. Gil Gómez 5'51" D. Illuzzi 36'57" | Marcatori |  |

### Finale
(1) Trissino vs. (3) Forte dei Marmi
| Arbitri: | J. Silecchia (Giovinazzo) F. Stallone (Giovinazzo) |

|                                                                                             |           |                                                |
| D. Illuzzi 13'55" E. Cinquini 23'06" P. Gil Gómez 39'04" F. Ambrosio 42'55" F. Rossi 45'44" | Marcatori | 3'01" 39'31" 48'28" G. Cocco 11'29" D. Gavioli |

| Arbitri: | A. Davoli (Modena) F. Fronte (Novara) |

|                                                                                  |           |                                                        |
| J. Pinto 0'42" G. Cocco 31'09" 47'50" 49'33" A. Malagoli 33'43" J. Méndez 42'22" | Marcatori | 8'12" 15'03" M. Gual 31'41" F. Rossi 33'34" D. Illuzzi |

| Arbitri: | A. Eccelsi (Novara) M. Galoppi (Follonica) |

|                                                    |           |  |
| F: Ipiñazar 8'33" J. Méndez 17'04" J. Pinto 44'41" | Marcatori |  |

| Arbitri: | A. Eccelsi (Novara) F. Fronte (Novara) |

|                                         |           |                                                                    |
| F. Ambrosio 4'30" F. Rossi 7'11" 30'44" | Marcatori | 9'10" J. Pinto 24'59" A. Malagoli 37'38" J. Méndez 47'56" G. Cocco |

## Verdetti
| Verdetto                       | Club                                                                      |
| ------------------------------ | ------------------------------------------------------------------------- |
| Campione d'Italia 2022-2023    | Trissino                                                                  |
| WSE Champions League 2023-2024 | Trissino Amatori Lodi Forte dei Marmi Grosseto Sarzana Follonica Valdagno |
| Coppa WSE 2023-2024            | HRC Monza                                                                 |
| Retrocesse in Serie A2         | CGC Viareggio Montecchio P.                                               |

### Squadra campione
| Formazione titolare                  | Giocatori                         |
| ------------------------------------ | --------------------------------- |
| Zampoli Ipiñazar Pinto Galbas Méndez | Giovanni Bovo                     |
| Zampoli Ipiñazar Pinto Galbas Méndez | Giulio Cocco                      |
| Zampoli Ipiñazar Pinto Galbas Méndez | Joan Galbas Pedrol                |
| Zampoli Ipiñazar Pinto Galbas Méndez | Davide Gavioli                    |
| Zampoli Ipiñazar Pinto Galbas Méndez | Francisco Ipiñazar                |
| Zampoli Ipiñazar Pinto Galbas Méndez | Edoardo Langaro                   |
| Zampoli Ipiñazar Pinto Galbas Méndez | Andrea Malagoli                   |
| Zampoli Ipiñazar Pinto Galbas Méndez | Jordi Méndez                      |
| Zampoli Ipiñazar Pinto Galbas Méndez | João Pinto                        |
| Zampoli Ipiñazar Pinto Galbas Méndez | Filippo Schiavo                   |
| Zampoli Ipiñazar Pinto Galbas Méndez | Stefano Zampoli                   |
| Zampoli Ipiñazar Pinto Galbas Méndez | Allenatore: Alessandro Bertolucci |

## Statistiche del torneo

### Record squadre
- Maggior numero di vittorie: Trissino (21)
- Minor numero di vittorie: Montecchio P. (3)
- Maggior numero di pareggi: Sandrigo (8)
- Minor numero di pareggi: Forte dei Marmi (0)
- Maggior numero di sconfitte: Montecchio P. (20)
- Minor numero di sconfitte: Trissino (3)
- Miglior attacco: Trissino (172 reti realizzate)
- Peggior attacco: CGC Viareggio e Montecchio P. (61 reti realizzate)
- Miglior difesa: Amatori Lodi (63 reti subite)
- Peggior difesa: Montecchio P. (124 reti subite)
- Miglior differenza reti: Trissino (+100)
- Peggior differenza reti: Montecchio P. (-63)